# Maxi Warwel
Maxi Warwel (n. 1 martie 1983, Berlin, RDG) este o actriță germană, care trăiește în prezent în Berlin. Primul ei film de succes a fost „Arme Millionäre” (în traducere „Săracii milionari”). 

## Filmografie

### Televiziune
- 1999: Hallo, Onkel Doc!
- 1999: Liebe, Lügen & Geheimnisse als Cora
- 2001: Ein starkes Team
- 2002: Ghetto (prezentare teatrală)
- 2003: Im Namen des Gesetzes
- 2005: Arme Millionäre
- 2005: Schüleraustausch – Die Französinnen kommen
- 2009: Entscheidung des Herzens

### Cinematografie
- 2001: Klassenfahrt
- 2004: Pura Vida Ibiza
- 2005: Polly Blue Eyes
- 2007: Lauf um Dein Leben – Vom Junkie zum Ironman